# Byrrhidium ovale
Byrrhidium ovale är en skalbaggsart som beskrevs av Edgar von Harold 1869. Byrrhidium ovale ingår i släktet Byrrhidium och familjen bladhorningar. Inga underarter finns listade.